# William Jones (cầu thủ bóng đá Port Vale)
William Jones là một cầu thủ bóng đá đầu thế kỉ 20.

## Sự nghiệp thi đấu
Jones gia nhập Burslem Port Vale vào tháng 8 năm 1905, có màn ra mắt trong thất bại 3-1 trước Lincoln City vào ngày 2 tháng 9 năm 1905. Sau khi chỉ có thêm 3 trận ở Football League và 2 trận ở Birmingham Cup ông bị giải phóng hợp đồng vào cuối mùa giải.

## Thống kê
Nguồn:
| Câu lạc bộ        | Mùa giải | Hạng đấu        | Giải quốc nội | Giải quốc nội | Cúp FA  | Cúp FA    | Khác    | Khác      | Tổng    | Tổng      |
| Câu lạc bộ        | Mùa giải | Hạng đấu        | Số trận       | Bàn thắng     | Số trận | Bàn thắng | Số trận | Bàn thắng | Số trận | Bàn thắng |
| ----------------- | -------- | --------------- | ------------- | ------------- | ------- | --------- | ------- | --------- | ------- | --------- |
| Burslem Port Vale | 1905-06  | Second Division | 4             | 0             | 0       | 0         | 2       | 0         | 6       | 0         |
| Tổng              | Tổng     | Tổng            | 4             | 0             | 0       | 0         | 2       | 0         | 6       | 0         |